# Vágsziklás

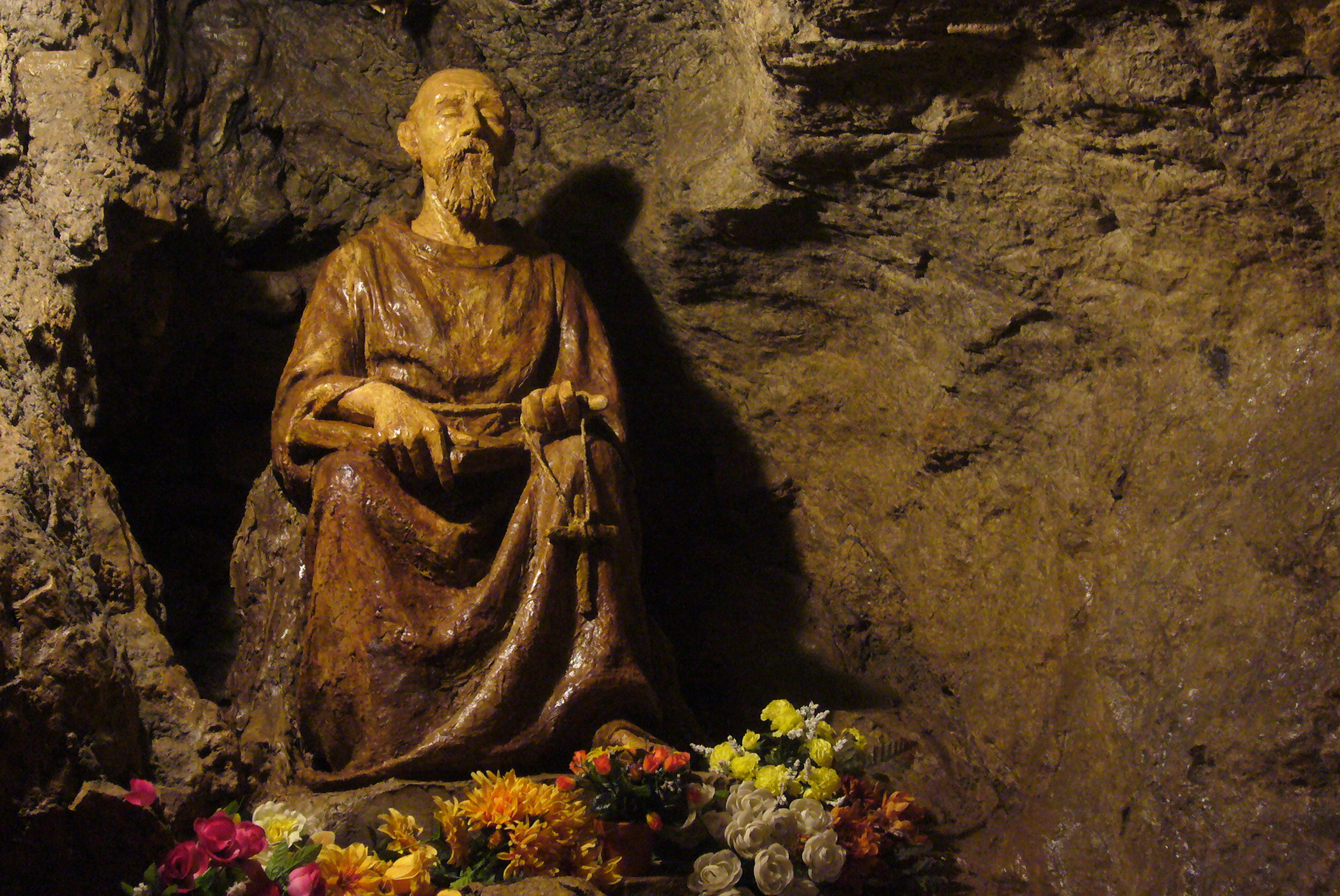
A szent remete szobra

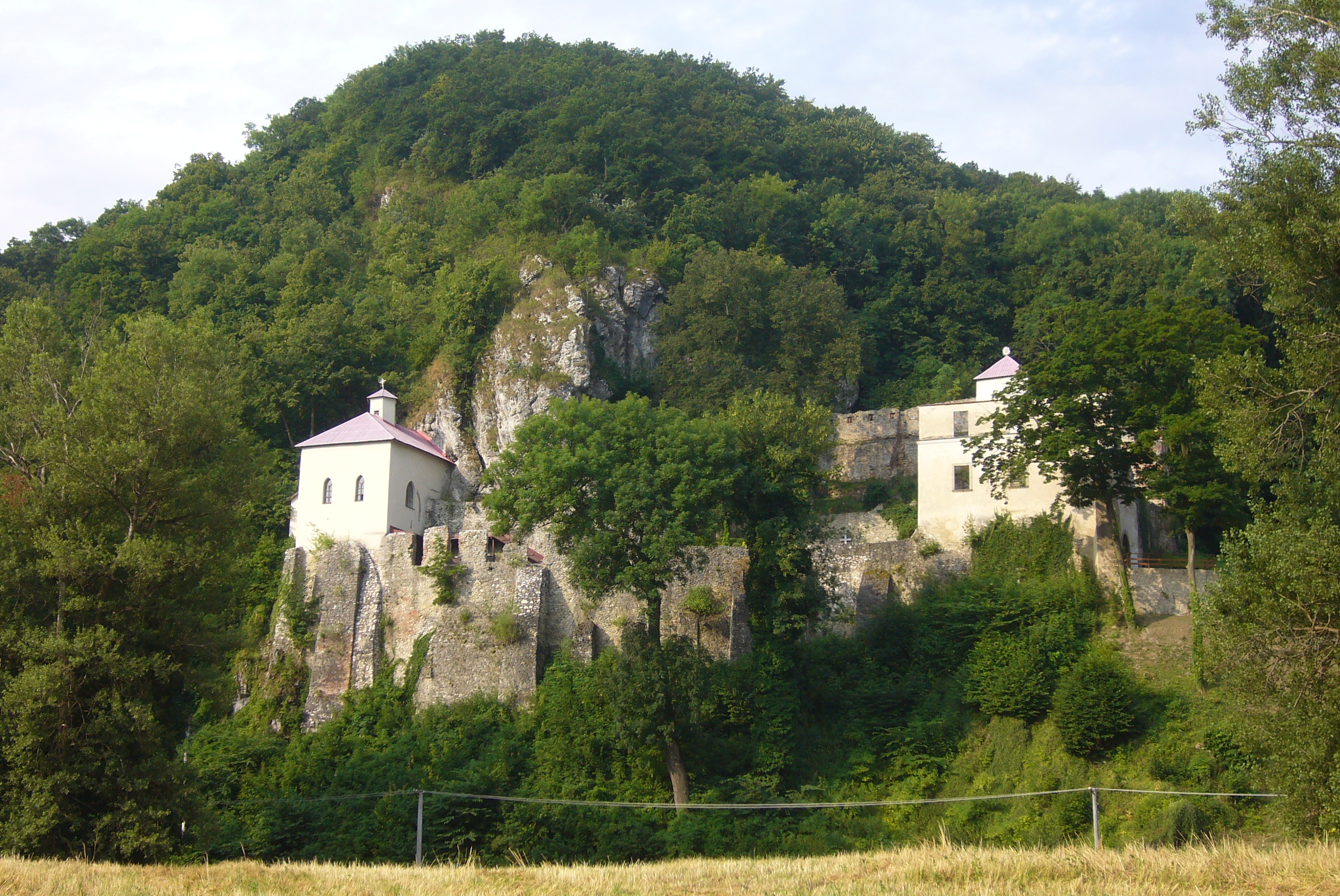
Az egykori bencés apátság

Vágsziklás (1899-ig Szkalka, szlovákul Skalka nad Váhom) község Szlovákiában, a Trencséni kerület Trencséni járásában. Nemesújfalu és Vágutas tartozik hozzá. A legrégibb zarándokhely Szlovákia területén.

## Fekvése
Trencséntől 4 km-re északkeletre, a Vág folyó jobb partján fekszik. A falutól délre, a Vág mentén emelkedik ki a 345 m magas Skalka-hegy, melynek meredek hegyoldalán található az egykori bencés apátság épületegyüttese.

## Nevének eredete
Neve a szláv skala (= szikla) főnévből ered.

## Története
A 11. század elején a Vág folyó menti Skalka-hegyen levő barlangban élt remeteként Szent Zoerard-András és később tanítványa, szerzetestársa, Zoborhegyi Szent Benedek. A szkalkai barlangjában remetéskedő Benedeket 1010 körül rablók támadták meg, akik kincset sejtve nála, a sziklákról a Vág folyóba taszították. Holtteste azonban csodás módon sérülés nélkül került elő a folyóból. A nép eltemette őt és később maradványait tanítómesterének, Andrásnak csontjaival együtt ezüstkoporsóban a nyitrai székesegyházban helyezték el. A hagyomány szerint a Kissziklán (szlovákul Malá Skalka) – ahonnét a vértanúságot szenvedett Benedek testét támadói a hegyről a folyóba vetették – tiszteletére a 12. században templomot emeltek.
Vágsziklást 1208-ban említik először „Scala” néven. A remetebarlang közelében, az ún. Nagysziklán (szlovákul Veľká Skalka) 1224-ben Jakab nyitrai püspök bencés apátságot alapított. IV. Béla 1238-ban ottjártakor a trencséni várföldekből adott egy részt az apátságnak. Az apátság csakhamar a Vágmente szellemi központja lett, virágzását azonban a tatárjárás megszakította. A szerzetesek ezután több mint száz évig viszonylagos nyugalomban élhettek. A kolostor gótikus kápolnáját, a Szent Zoerard-András és Benedek kápolnát a remetebarlangra építették rá, majd a 14. és 15. században az apátságot újabb épületekkel is bővítették. 1421-ben a husziták támadták meg a kolostort és a települést. 1520-ban Thurzó György a kissziklási kéttornyú román templom helyén kápolnát építtetett. 1528-ban Kanitzer császári generális Trencsén várának bevétele után elkergette a vágsziklási szerzeteseket.
Az apátság 16. századbeli megszűnését követően az 1644 és az 1773 közötti években a kolostor a jezsuita rend tulajdonába került, akik az épületegyüttest nagymértékben felújították. A Kissziklán levő templomot 1745-ben kéttornyú, barokk stílusú templommá építették át. Teljesen megújították a nagysziklási épületeket is a kis templommal és a kolostorral. A rend itteni működése az apátság legdicsőségesebb korszakát jelentette. A jezsuita rend feloszlatása miatt a szerzetesek 1773-ban elhagyták a kolostort, minek következtében elkezdődött az épületek romosodása.
A 18. század végén Vályi András így ír róla: „SZKÁLA. Tót falu Trentsén Várm. földes Ura a’ Nyitrai Püspökség, lakosai katolikusok, fekszik Szkálka hegye alatt, Apátúrsága is van; határja középszerű, piatzok Trentsénben egy mértföldnyire.”
Fényes Elek 1851-ben kiadott geográfiai szótárában így ír a faluról: „Szkala, tót falu, Trencsén vmegyében, a Vágh jobb partján, Trencsénhez 3 fertály: 203 kath. 7 zsidó lak., kath. paroch. templommal. F. u. a nyitrai püspök.”
A trianoni békéig Trencsén vármegye Trencséni járásához tartozott.
A Kissziklán levő templomot 1924-ben újították fel, melynek főoltárát a két szent szobrai díszítik. 1974-ben Vágszikláshoz csatolták Nemesújfalut és Vágutast. A romokban levő kolostor legújabb kori felújítási munkálatai az 1990-es évek elején kezdődtek meg. A kolostor kápolnáját 1994-ben teljesen felújították, a Kissziklán levő templom felújítása pedig 2006-ban történt.

## Népessége
| Év:            | 1994. | 2004.    | 2014.   | 2024.   |
| -------------- | ----- | -------- | ------- | ------- |
| Emberek száma: | 974   | 1077     | 1173    | 1278    |
| Eltérés:       |       | +10,57 % | +8,91 % | +8,95 % |

| Év:            | 2023. | 2024.   |
| -------------- | ----- | ------- |
| Emberek száma: | 1226  | 1278    |
| Eltérés:       |       | +4,24 % |

1880-ban Szkala 234 lakosából 6 magyar és 192 szlovák anyanyelvű. Vágutas 142 lakosából 4 német, 137 szlovák anyanyelvű. Nemesújfalu 271 lakosából 4 magyar, 40 német és 224 szlovák anyanyelvű volt.
1890-ben Szkala 241 lakosából 8 magyar és 207 szlovák anyanyelvű. Vágutas 153 lakosából 9 német, 144 szlovák anyanyelvű. Nemesújfalu 259 lakosából 6 magyar, 43 német és 210 szlovák anyanyelvű volt.
1900-ban Szkala 234 lakosából 1 magyar és 210 szlovák anyanyelvű. Vágutas 173 lakosából 9 német, 163 szlovák anyanyelvű; ebből 164 római katolikus és 9 izraelita vallású. Nemesújfalu 268 lakosából 16 magyar, 25 német és 226 szlovák anyanyelvű volt; ebből 247 római katolikus, 19 izraelita és 2 evangélikus vallású.
1910-ben Szkala 225 lakosából 27 magyar, 4 német, 4 egyéb és 190 szlovák anyanyelvű. Vágutas 189 lakosából 11 magyar, 5 német és 171 szlovák anyanyelvű. Nemesújfalu 277 lakosából 17 magyar, 18 német és 242 szlovák anyanyelvű volt.
1921-ben Szkala 197 lakosából 1 magyar, 2 zsidó, 1 egyéb és 193 csehszlovák nemzetiségű. Vágutas 166 lakosa mind csehszlovák. Nemesújfalu 288 lakosából 4 magyar, 2 zsidó, 1 német és 281 csehszlovák volt.
1930-ban Szkala 214 lakosa mind csehszlovák. Vágutas 181 lakosa mind csehszlovák; ebből mind római katolikus vallású. Nemesújfalu 348 lakosából 347 csehszlovák és 1 egyéb nemzetiségű volt; ebből 322 római katolikus, 25 evangélikus és 1 izraelita vallású.
1991-ben 984 lakosából 2 magyar és 973 szlovák volt.
2001-ben 996 lakosából 1 magyar és 987 szlovák volt.
2011-ben 1150 lakosából 3 magyar és 1127 szlovák volt.

## Neves személyek
- Itt hunyt el autóbalesetben 2008-ban Michal Mravík szlovák jégkorongozó.

## Nevezetességei
- A határában a Nagymorva birodalom idejéből származó templomromot találtak.
- Az 1224-ben alapított egykori bencés apátság épületeinek maradványai a Nagysziklán, mely csupán a nyári hónapokban látogatható. Az épületegyüttes részét képezi az 1994-ben teljesen felújított Szent Zoerard-András és Szent Benedek kápolna a remetebarlanggal. A kis templom 1224-ben épült gótikus stílusban. 1664-ben a jezsuiták az egész objektumot rekonstruálták, és 1717-ben ismét felépítették a Szent Zoerard-András és Benedek kápolnát új toronnyal.
- Római katolikus templom a Kissziklán. A Kissziklán eredetileg egy román stílusban épült, kéttornyú templom állt, melyet Szent Benedek tiszteletére szenteltek fel. A templom helyén Turzó György 1520-ban kápolnát építtetett, amelyet a jezsuiták 1745-ben a mai formájára bővítettek ki, és két tornyot építettek hozzá.
- Szent Imre római katolikus templom a községben.
- A július 17-i zarándoklat.

## Lásd még
- Nemesújfalu

## Külső hivatkozások
- Községinfó
- Vágsziklás Szlovákia térképén
- E-obce.sk Archiválva 2009. április 29-i dátummal a Wayback Machine-ben
- A vágsziklási zarándokhely
- Vágsziklás a szlovák várak honlapján
- Vágsziklás Trencsén város honlapján
- Vágsziklás és egyházi emlékei (szlovákul)
- Dobrodruh.sk